# Lophocolea bidentula
Lophocolea bidentula là một loài Rêu trong họ Lophocoleaceae. Loài này được (Nees) Fulford mô tả khoa học đầu tiên năm 1976.